# 麦わら帽子

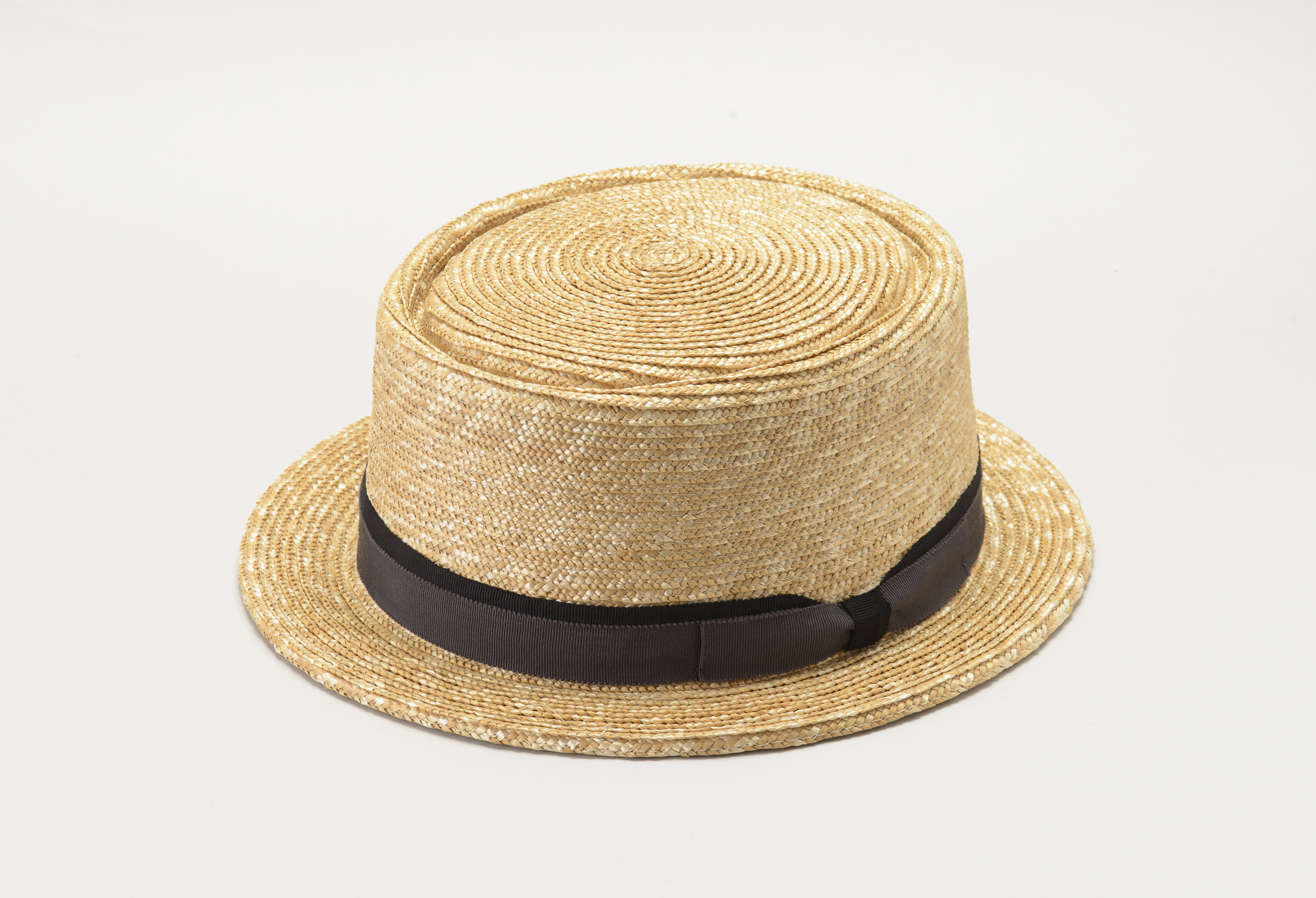
紳士用麦わら帽子

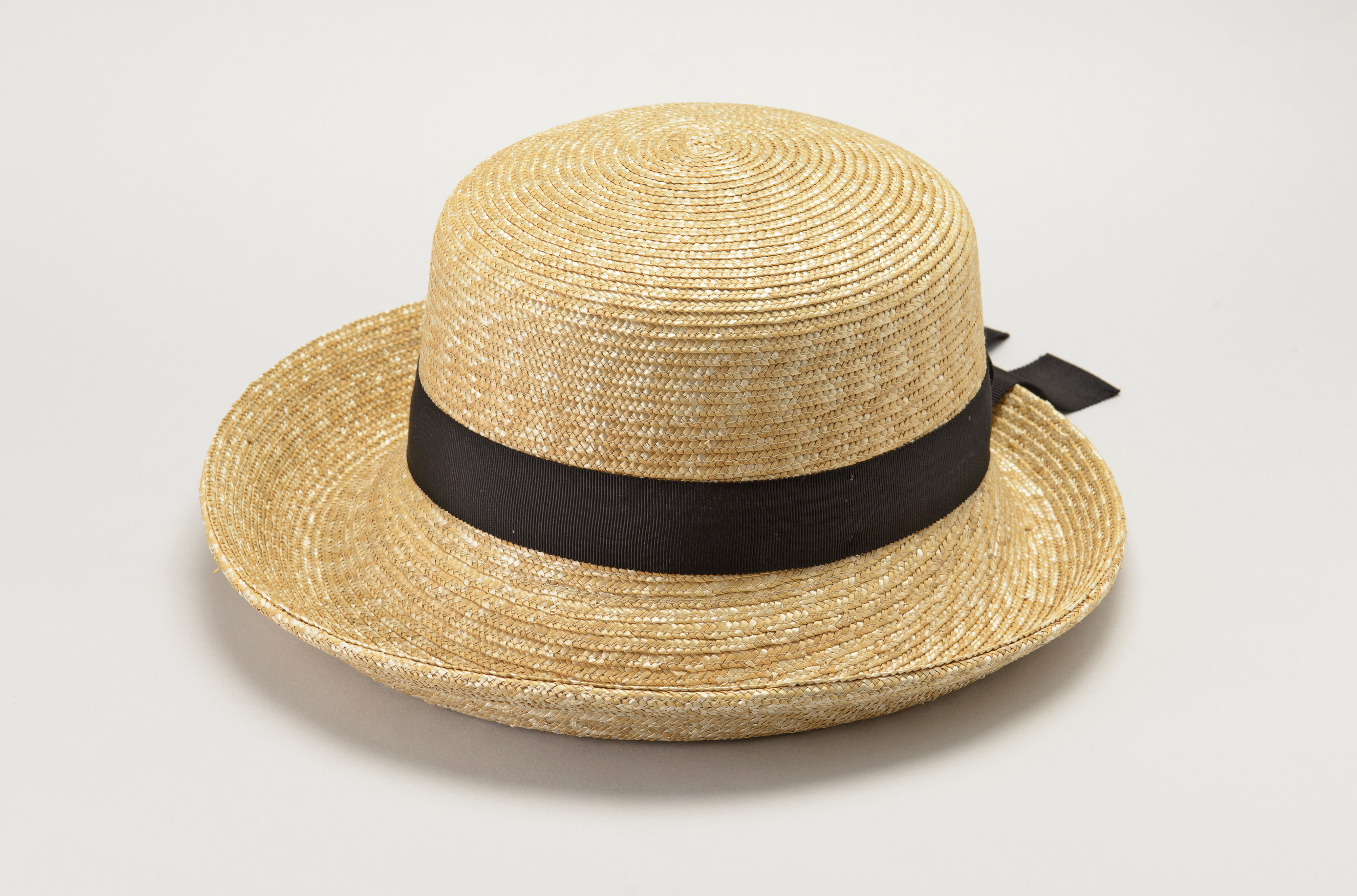
婦人用麦わら帽子

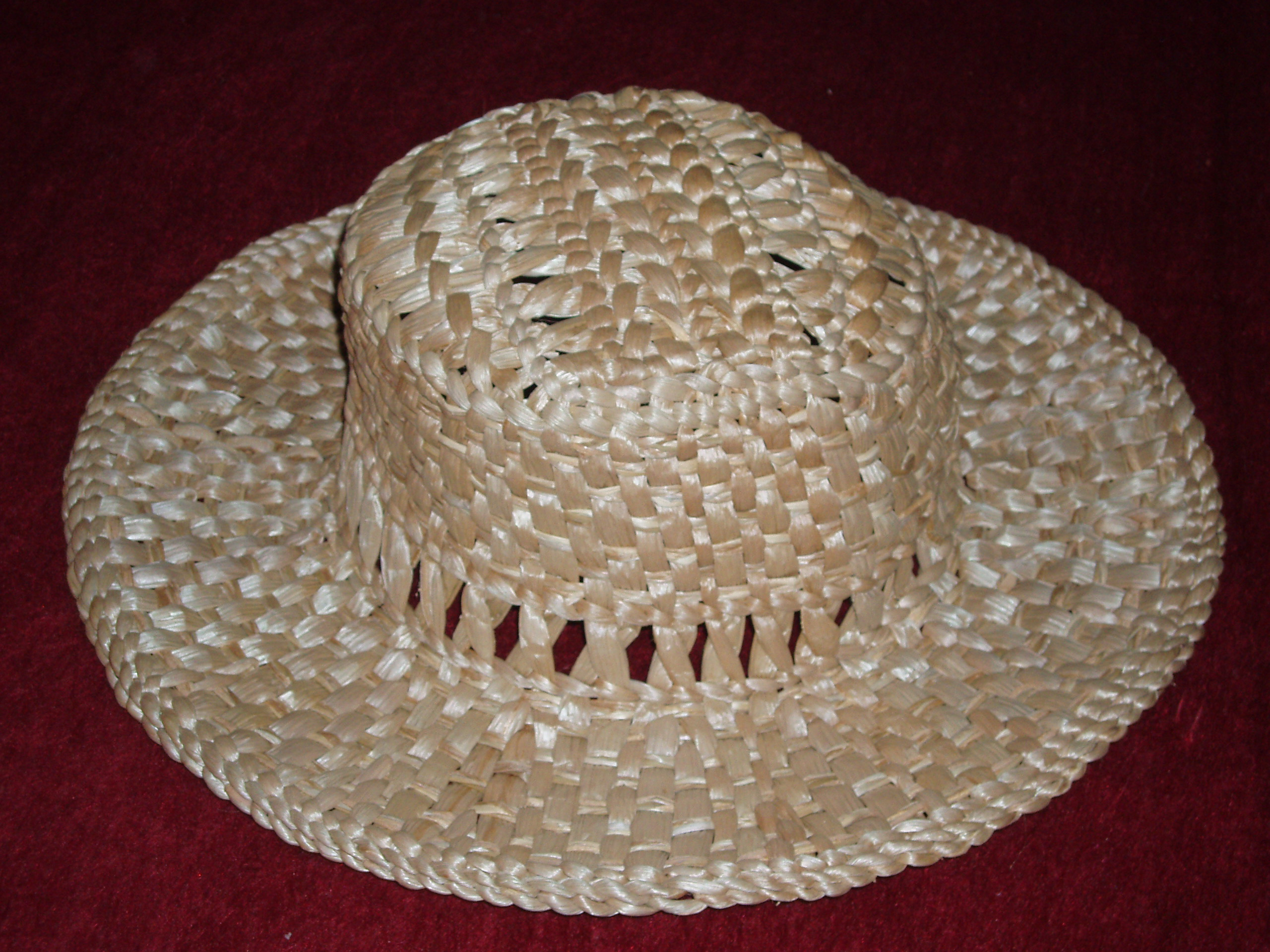
伝統的なウクライナの麦わら帽子

麦わら帽子（むぎわらぼうし、麦藁帽子）は、藁あるいは藁様の素材（様々な植物由来あるいは合成素材）で編んだ帽子。
麦わらは麦稈（ばっかん）ともいい麦稈帽子（ばっかんぼうし）あるいは単に麦稈帽（ばっかんぼう）ともいう。また、麦わらは英語ではストロー（Straw）ともいいストローハット（Straw hat）ともいう。
丸い山形をしており、日除けのつばが広い。あご紐が付けられる場合もあるほか、男女ともにリボンが巻かれたり飾りが付けられたりすることもある。夏に日よけとして用いられる。夏の野良仕事や海水浴などによく用いられるため、夏の風物詩ともなっている。そのため「麦わら」や「麦わら帽子」は夏の季語になっている。

## 歴史と産地
麦わら帽子は中世後から欧州およびアジアにおいて夏季に着用されており、中世から今日に至るまでほとんど変化していない。『ベリー公のいとも豪華なる時祷書』の著名な暦の縮小版で全ての階級の男性によって着用されている様が多数描かれているのを見ることができる。
手工芸で製作される麦わら帽子の製造方法は時代によって多少異なるものの「近世工業の中で最も美なるもの」と称された。

### ヨーロッパ
かつて麦わら帽子はイギリスのベッドフォードシャーやハートフォードシャーが有名な産地であった。
近世工業としての麦わら帽子の製造はイギリスのダンスタブルに始まったといわれている。しかし、当時は未だ麦稈を割いて編む方法が発明されていなかったため麦稈はそのままの形（丸稈）で利用されていた。
麦稈を割いて製造する方法（割稈）が考案されると先を争うようにこの製法が普及した。のちにイギリスではダンスタブルに代わりルートンが麦わら帽の生産で名声を博すようになった。
その後、イギリス国内へはイタリアのリヴォルノ（レグホーン）の麦わら帽が輸入されるようになり流行した（レグホーン帽）。ルートン製の帽子は世界のいたるところに販路を有していたが欧州諸国の関税障壁によって打撃をこうむることとなった。大陸諸国で主な生産国となったのはスイス、ドイツ、イタリアなどである。

### 日本
日本の麦わら帽子は、町役人の河田谷五郎が外国人の帽子を手本に作った（1872年）のが始まりとされる。工業的生産については、昭和3年に「麦わら帽子製造用環縫ミシン」をブラザー工業が販売したことが有名である。
大日本帝国海軍では明治時代に下士卒夏服の帽子として用いられた時期もあった（日本海軍の軍服参照）。
戦前の日本では、紳士用の正装としてカンカン帽とパナマ帽が共に夏に愛用されていた。
麦わら帽子の国内2大生産地としては、埼玉県と岡山県が挙げられる。現在も麦わら帽子を手がける専業メーカーが存在している。
特に埼玉県春日部市は、麦わら帽子を伝統手工芸品の１つとしている。
同市では昔から麦農家が多く、真田紐を副業として作り始めたことから天然草の麦わら帽子を製造するようになったと言われている。埼玉県の歴史を語るうえで重要で「埼玉県立歴史と民俗の博物館(埼玉県さいたま市大宮区高鼻町4-219)」でも紹介されている。
日本国内でもう１つの産地として有名なのは岡山県である。麦わら（麦稈真田）のかつての主産地であったことから、歴史博物館などが存在する。かもがた町屋公園（岡山県浅口市鴨方町鴨方240）や浅口市立鴨方図書館（岡山県浅口市鴨方町鴨方2244-13）では、麦わら帽子のつくり方やその歴史的資料の展示を行っている。

### その他の産地

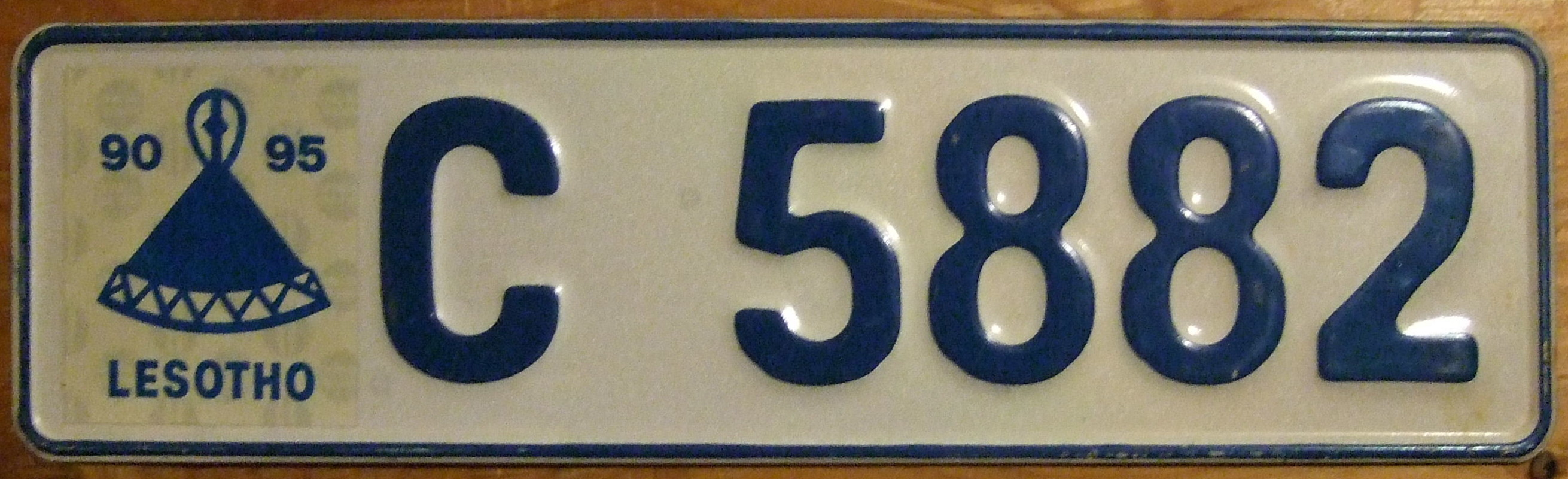
モコロトロが描かれたレソトのナンバープレート

麦わら帽子の一種であるモコロトロ（mokorotlo）は、バソト人とレソト人の、そしてレソト国民の象徴である。モコロトロはレソトのナンバープレートにも描かれている。
また、マダガスカルもラフィア（やしの木の葉）の生産地であり、1980年代よりヘレンカミンスキーによって代表的な生産地のひとつとなった。
なお、同じ天然草の帽子としてはエクアドルのパナマハットも有名である。

## 素材と形態
日本語で言う「麦わら帽子」は、原料である麦わらを漂白、または染色し、平たくつぶした7本の茎を真田紐(さなだひも)のように編んだ「経木真田」を材料とし、それを専用のミシンで渦巻き状に縫い合わせて作った帽子（ブレードハット:braid hat）を指し、ストローハット（straw hat）とも呼ばれる。
本来は、天然素材である「麦わら」のみに用いられる名称である。しかし、パナマ草を使ったパナマハットや近年主流のペーパーブレードハットも麦わら帽子の一種とみなされる場合があるほか、天然草のラフィア、また、い草や経木などの素材であつらえたつばの広い帽子の総称としても使われることがある。経木真田についても同様で、アスペン(Aspen)などの柔らかい木材・紙・合成樹脂のシートなどを細く裁断したものを原料にしたものがある。
最近では、日本も欧米のように様々なデザインが存在する。麦わらをごく固く編んだものがカンカン帽（英：ボーターハット、仏：キャノチエ）であり、男女で人気がある。
また、様々なリボンやコサージュによって装飾を施したり、極細の麦わらで作った高級麦わら帽子も注目されており、また、ファッションだけでなくアウトドアなどでも楽しめるつばを反り上げたテンガロンハット風なども存在している。
温暖化と自然素材の注目により天然草の帽子が見直され、またシミ、ソバカス、薄毛、白内障の原因となる紫外線を防ぐ実用品アイテムとしても注目されている。

## 種類
- ボーター - カンカン帽。クラウンが低い円筒形で、ブリムが平らで、ハットバンドをつける。固い。
- ノンラー - ベトナムの笠。現地では帽子とされる。日本の三度笠に似た形状。

## 美術
中世に描かれた絵画では麦わら帽子を装着した男性が多く描かれている。1434年のヤン・ファン・エイクの作品『アルノルフィーニ夫妻像』や同時期のピサネロによる作品『聖母子と聖アントニウスと聖ゲオルギウス』で見ることができる。18世紀中頃には、裕福な淑女にとって高さが低くつばが広い麦わら帽子をかぶって田舎の少女のように装うのが流行していた。

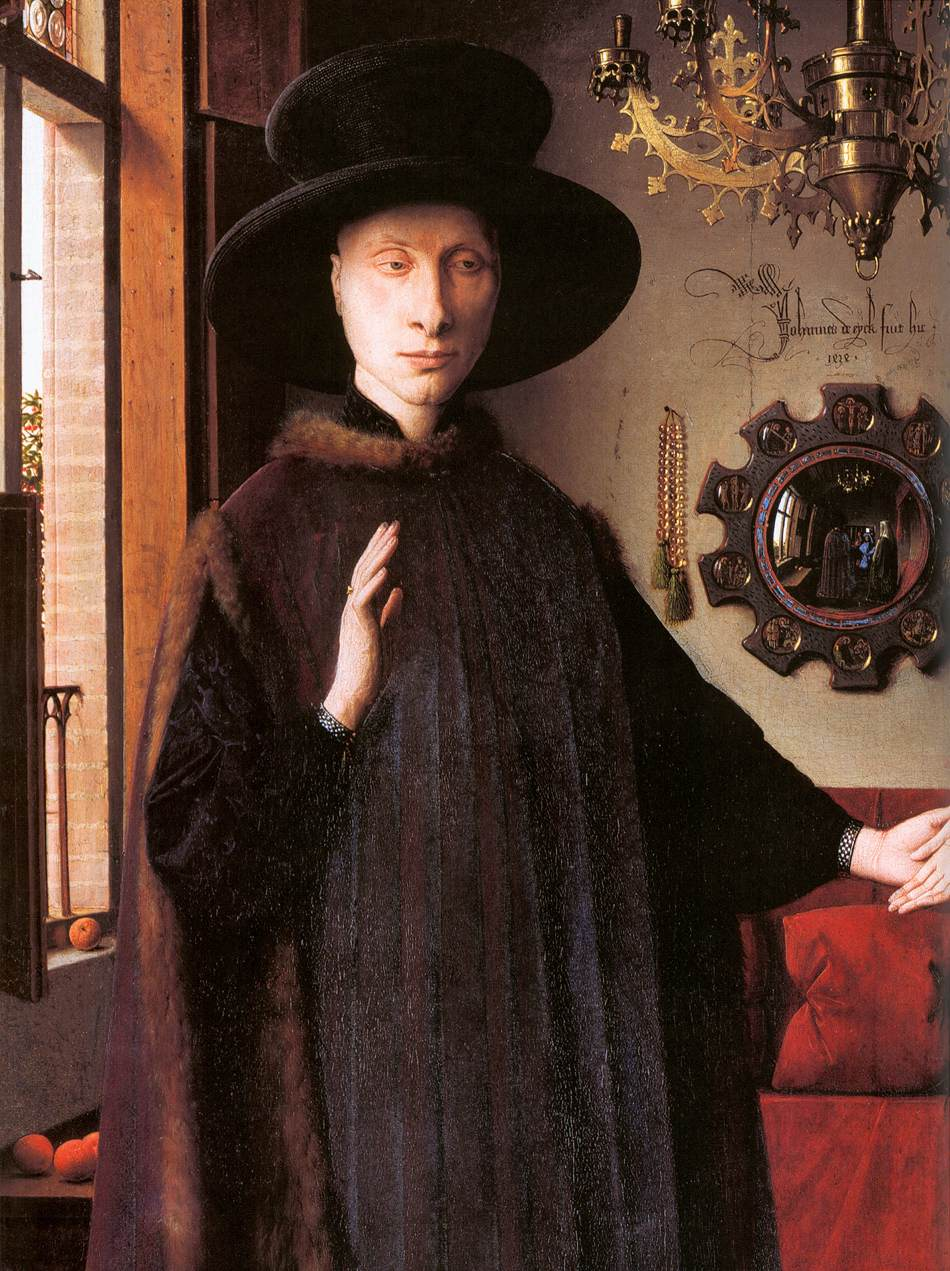
ヤン・ファン・エイク『アルノルフィーニ夫妻像』（拡大図）
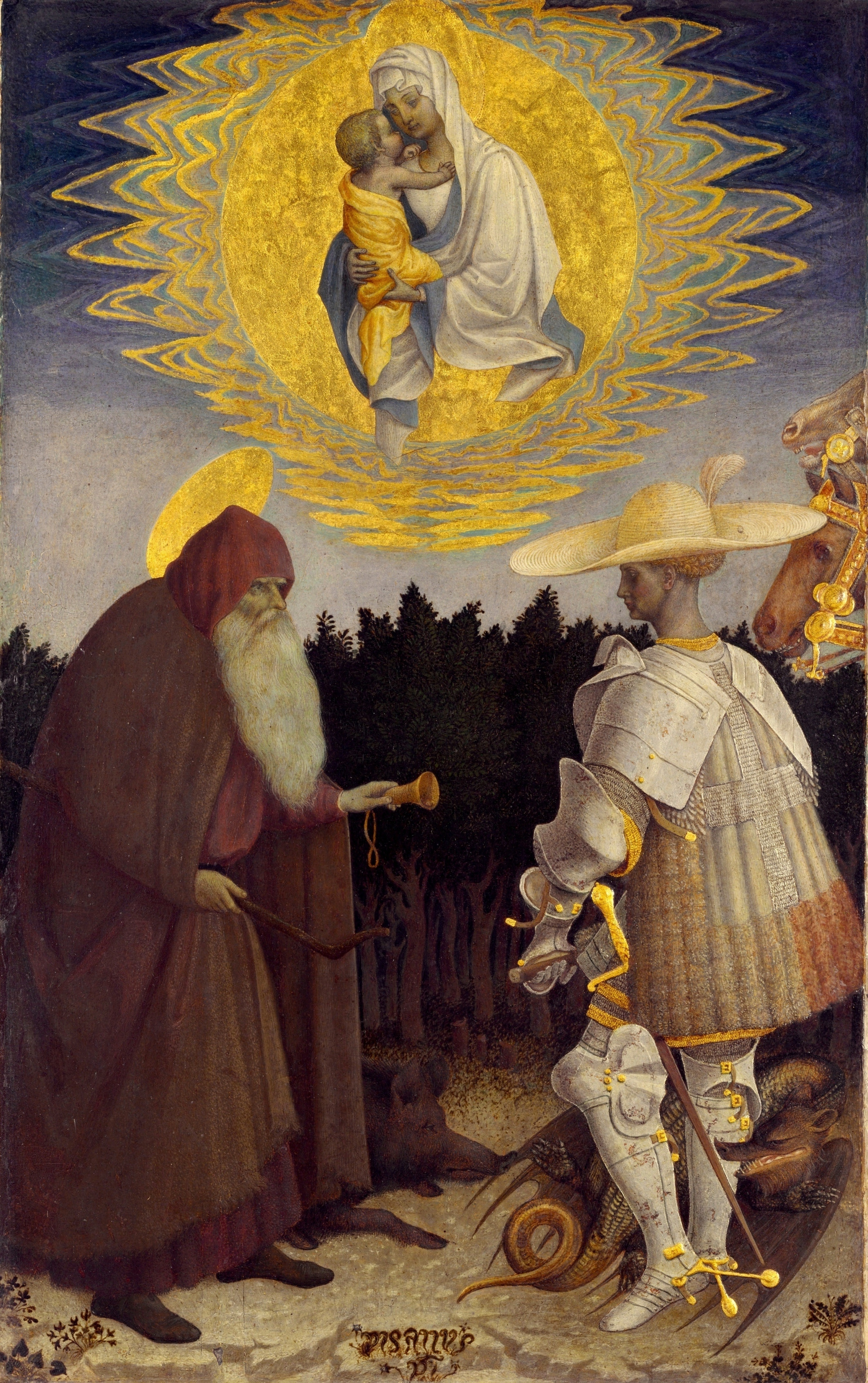
ピサネロ『聖母子と聖アントニウスと聖ゲオルギウス』
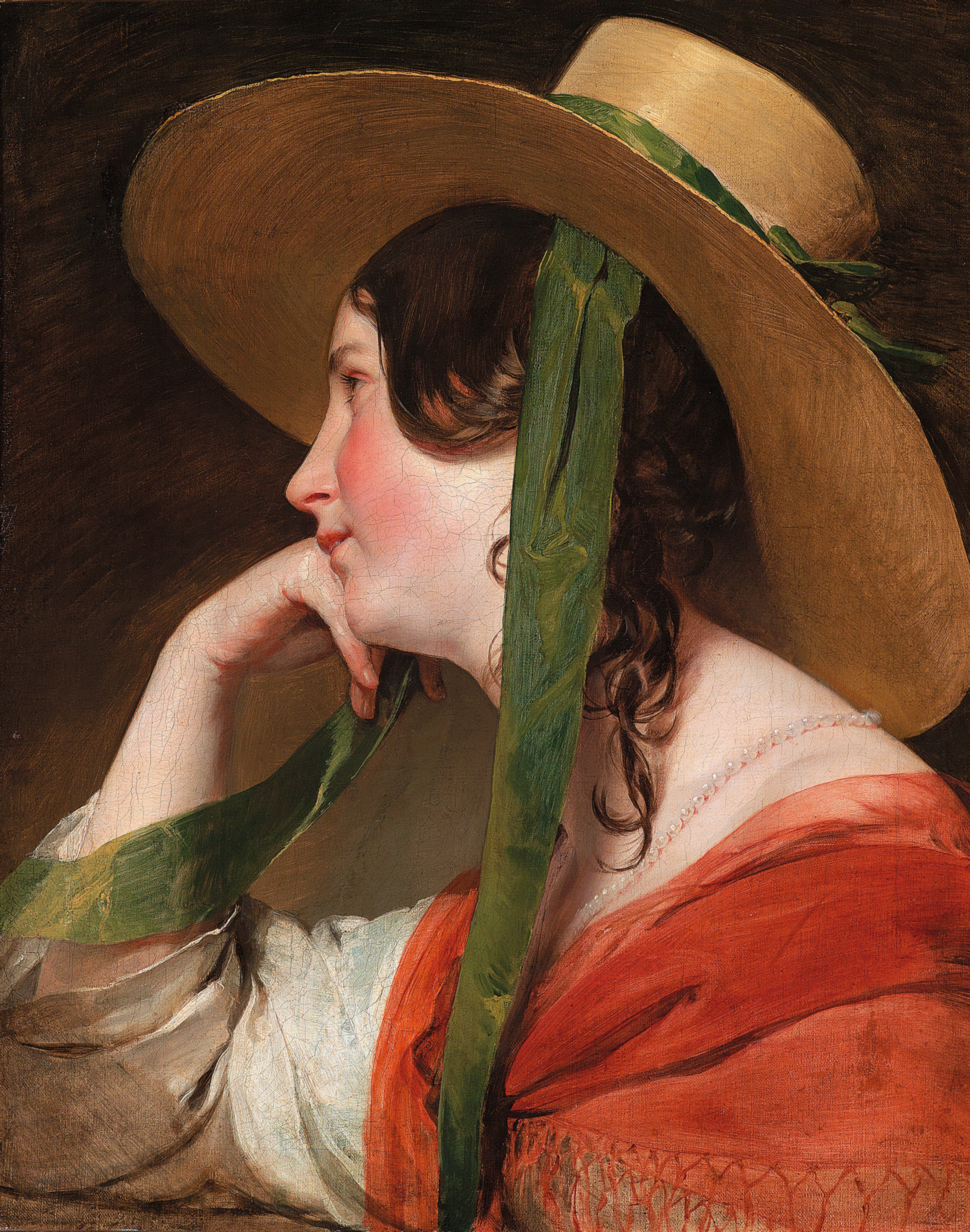
フリードリヒ・フォン・アマーリング『麦わら帽子をかぶった少女』
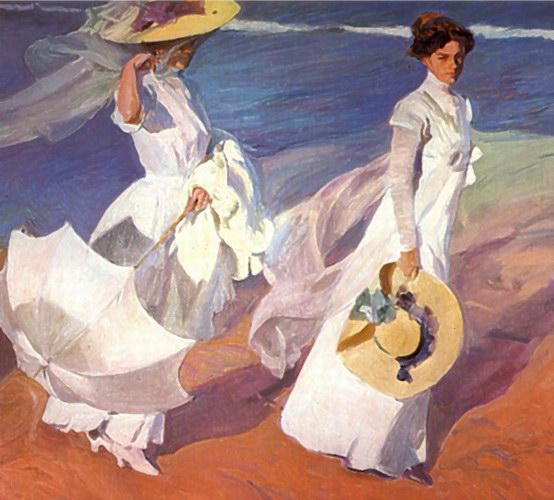
ホアキン・ソローリャ『浜辺の散歩』
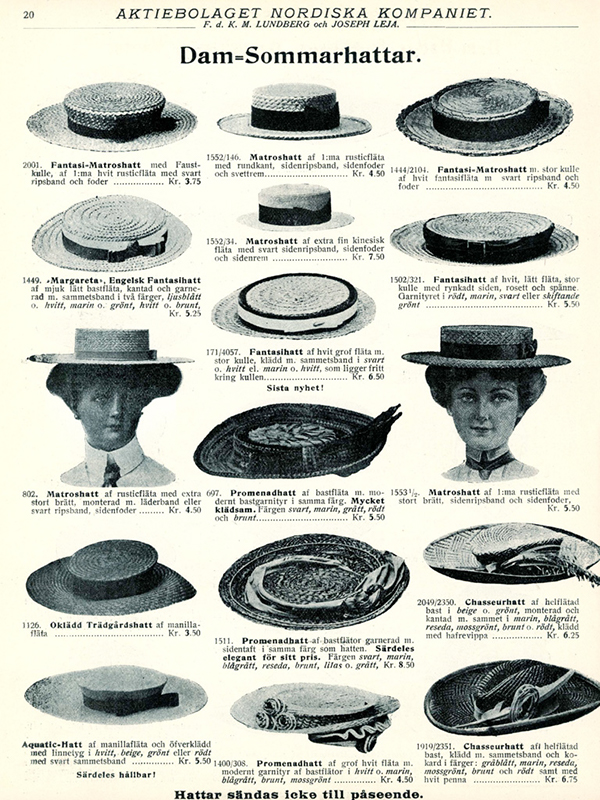
女性用麦わら帽子の広告
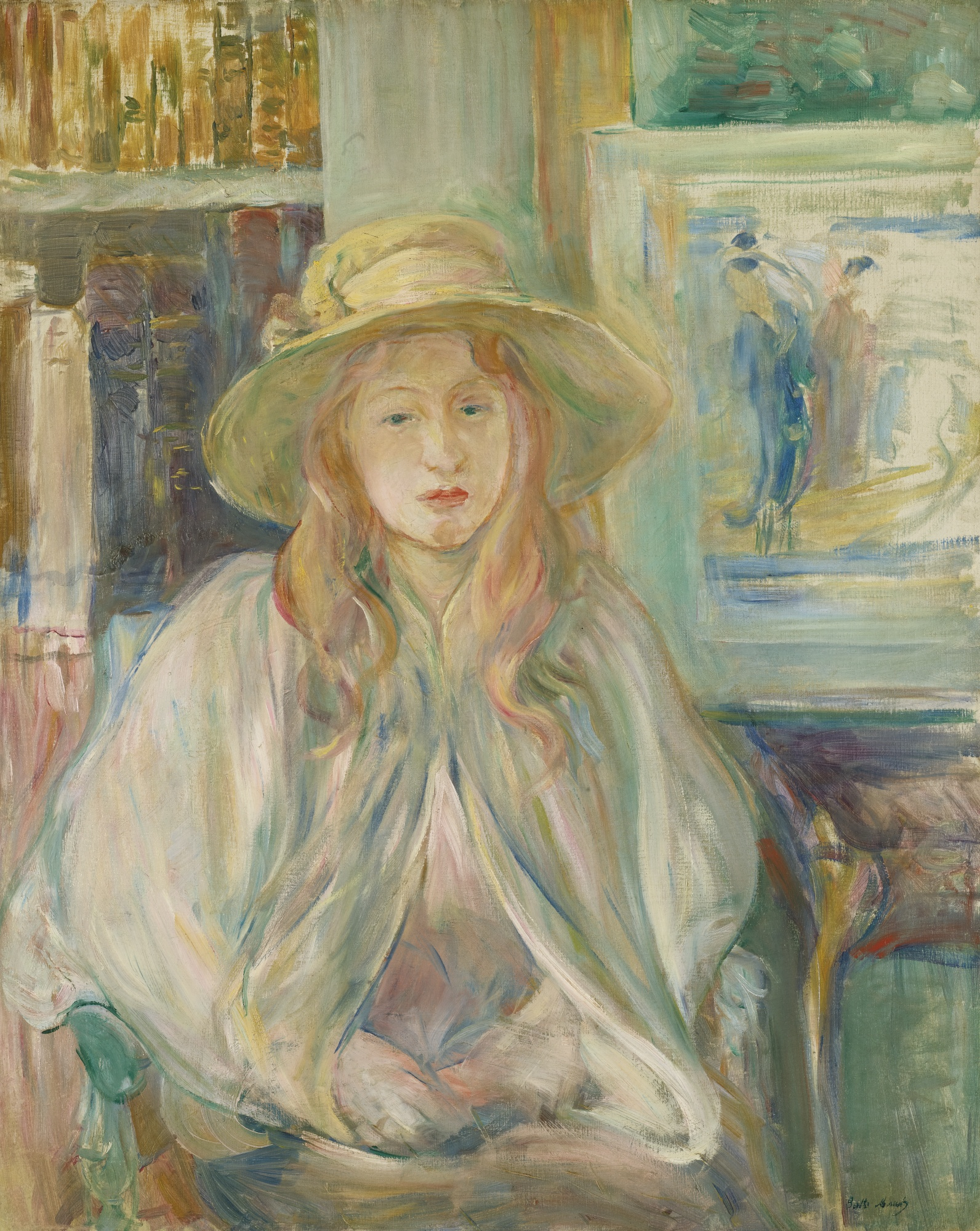
ベルト・モリゾ『麦わら帽子の少女』（1892年）

## 麦わら帽子の有名人
麦わら帽子の持つイメージは、特に男性で言えば子供っぽさや純朴さである。
田舎や自然といったものとも結び付けられ、夏のバカンスをイメージする事も多い。作品の小道具としてもよく登場する。

### 詩
- 西條八十『ぼくの帽子』

### 小説・映画
- 森村誠一『人間の証明』

### 児童文学
- L・M・モンゴメリ『赤毛のアン』
- マーク・トゥエイン『トム・ソーヤー』

### 漫画
- イエロー・デ・トキワグローブ（『ポケットモンスターSPECIAL』）
- 三平三平（矢口高雄『釣りキチ三平』）
- モンキー・D・ルフィ（尾田栄一郎『ONE PIECE』）

### その他のキャラクター
- カールおじさん（明治製菓）

### 実在の人物
- 月亭可朝(落語家)